# Horst Ueberhorst

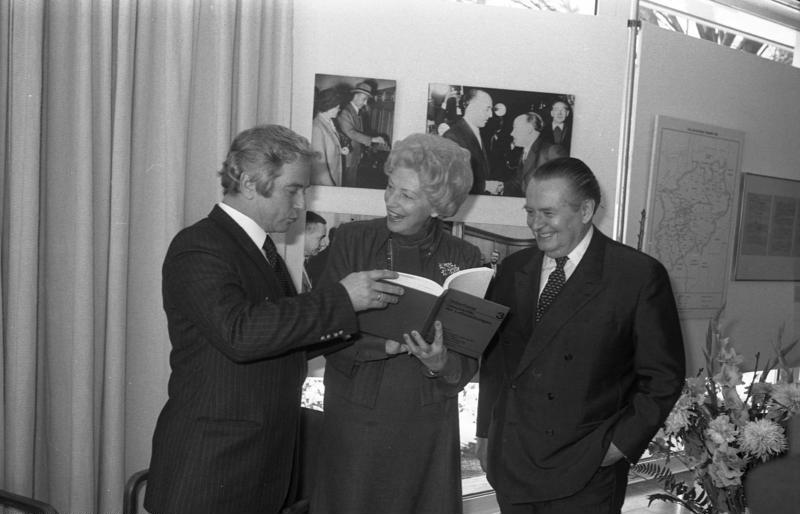
Horst Ueberhorst (links) mit Annemarie Renger und Willi Daume, 1982

Horst Ueberhorst (* 25. Februar 1925 in Wattenscheid (heute Bochum); † 19. Dezember 2010) war ein deutscher Sporthistoriker. Er war Professor für Sportgeschichte an der Ruhr-Universität Bochum und Herausgeber des sechsbändigen Sammelwerkes Geschichte der Leibesübungen.

## Leben
Horst Ueberhorst war der Sohn des (Ober-)Bürgermeister von Wattenscheid, Paul Ueberhorst. Nachdem dieser von der NSDAP 1933 aus dem Amt entfernt und in „Schutzhaft“ genommen worden war, zog die Familie nach Godesberg. Als Ueberhorst 10 Jahre alt war, starb seine Mutter Erna. Sein Vater war nun allein für die sieben Kinder verantwortlich.
Nach dem Abitur am Pädagogium in Bad Godesberg studierte Horst Ueberhorst Sport, Geschichte, Germanistik und evangelische Religion an der Universität Bonn. 1952 wurde er mit der Arbeit Paul Ernst als konservativ-revolutionärer Volkserzieher und Staatsdenker zum Dr. phil. promoviert.
Horst Ueberhorst war Studienrat in Bad Godesberg, Ministerialrat im Kultusministerium von NRW und Gründungsdekan der Sportfakultät der Ruhr-Universität Bochum. Zu seinen Assistenten zählten Gertrud Pfister und Hans Joachim Teichler. Aufgrund seiner wissenschaftlichen Verdienste wurde er als International Fellow der National Academy of Kinesiology, Fellow des European Committee for Sports History, Mitglied im Wissenschaftlichen Beirats des Willibald-Gebhardt-Instituts in Essen sowie des Niedersächsischen Instituts für Sportgeschichte kooptiert. Das European Committee for Sports History ehrt ihn seit 1997 durch die jährliche „Horst Ueberhorst Honorary (seit 2011 Memorial) Address“.

## Schriften
- Von Athen bis München. Bartels und Wernitz, München 1969. 2. Auflage: 1971, ISBN 3-87039-931-7.
- Zurück zu Jahn? Universitätsverlag, Bochum 1969.
- Edmund Neuendorff. Turnführer ins Dritte Reich (= Turn- und Sportführer im Dritten Reich. Band 1). Bartels und Wernitz, Berlin 1970, ISBN 3-87039-921-X.
- Frisch, frei, stark und treu. Droste, Düsseldorf 1973, ISBN 3-7700-0356-X.
- Carl Krümmel und die nationalsozialistische Leibeserziehung (= Turn- und Sportführer im Dritten Reich. Band 4). Bartels und Wernitz, Berlin 1976, ISBN 3-87039-976-7.
- Turner unterm Sternenbanner. Moos, München 1978, ISBN 3-7879-0135-3.
- Friedrich Wilhelm von Steuben. 1730–1794. Moos, München 1981, ISBN 3-7879-0183-3.
- Hundert Jahre Deutscher Ruderverband. Hrsg. Deutscher Ruderverband. Philler, Minden 1983, ISBN 3-7907-3100-5.
- Wattenscheid: die Freiheit verloren? Eine Sozialgeschichte. Droste, Düsseldorf 1985, ISBN 3-7700-0689-5.
- Vergangen, nicht vergessen, Sportkultur im deutschen Osten und im Sudetenland. Von den Anfängen bis 1945. Droste, Düsseldorf 1992, ISBN 3-7700-0967-3.

Herausgaben
- Turn- und Sportführer im Dritten Reich. Bartels und Wernitz, Berlin 1970–1976.
  - Band 1: Horst Ueberhorst: Edmund Neuendorff. Turnführer ins Dritte Reich. 1970, ISBN 3-87039-921-X.
  - Band 2: Dieter Steinhöfer: Hans von Tschammer und Osten. Reichssportführer im Dritten Reich. 1973, ISBN 3-87039-945-7.
  - Band 3: Arnd Krüger: Theodor Lewald. Sportführer ins Dritte Reich. 1975, ISBN 3-87039-954-6.
  - Band 4: Horst Ueberhorst: Carl Krümmel und die nationalsozialistische Leibeserziehung. 1976, ISBN 3-87039-976-7.
  - Band 5: Hajo Bernett: Guido von Mengden. „Generalstabschef“ des deutschen Sports. 1976, ISBN 3-87039-001-8.
- Geschichte der Leibesübungen. Bartels und Wernitz, Berlin 1972–1989.
  - Band 1: Ursprungstheorien. 1972, ISBN 3-87039-928-7.
  - Band 2: Leibesübungen und Sport in der Antike. 1978, ISBN 3-87039-996-1.
  - Band 3/1: Leibesübungen und Sport in Deutschland von den Anfängen bis zum Ersten Weltkrieg. 1980, ISBN 3-87039-036-0.
  - Band 3/2: Leibesübungen und Sport in Deutschland vom Ersten Weltkrieg bis zur Gegenwart. 1981, ISBN 3-87039-054-9. (Inhalt)
  - Band 4: Die großen Sportnationen. 1972, ISBN 3-87039-946-5.
  - Band 5: Leibesübungen und Sport in Europa. 1976, ISBN 3-87039-980-5.
  - Band 6: Perspektiven des Weltsports. Unter Mitarbeit von Erich Beyer und Werner Sonnenschein. 1989, ISBN 3-87039-081-6.
- Friedrich Ludwig Jahn. Mit einem Beitrag von Wolfgang Stump. Inter Nationes, Bonn-Bad Godesberg 1978, ISBN 3-7879-0102-7.
- Elite für die Diktatur. Droste, Düsseldorf 1969. Nachdruck 1980, ISBN 3-7610-7232-5.